# Jean Corbel
Pour les articles homonymes, voir Corbel.
 (mars 2022).
Si vous disposez d'ouvrages ou d'articles de référence ou si vous connaissez des sites web de qualité traitant du thème abordé ici, merci de compléter l'article en donnant les références utiles à sa vérifiabilité et en les liant à la section « Notes et références ».
Jean Corbel, né le 8 février 1920 à Lyon et mort accidentellement le 22 février 1970 à Cuenca, en Espagne, dans un accident de voiture, est un géographe, karstologue et spéléologue français.

## Biographie
Né d'un père breton et d'une mère bressane, Jean Corbel a très jeune le goût de l'aventure. À 18 ans, il effectue un tour de France à bicyclette en passant par l'Italie.
Il devient élève à l'école normale puis entre à la faculté des lettres en 1942 tout en assurant son métier d'instituteur.
En 1939, il effectue un séjour linguistique en Angleterre où il rencontre Mlle Collard, professeure de l'enseignement technique belge, qu'il épouse en 1941 et avec qui il collaborera toute sa vie. La formation universitaire de Mme Corbel lui permet de discuter des problèmes théoriques avec son mari. Elle s'occupe des problèmes pratiques et administratifs et réalise les figures de sa thèse.
En 1940, Jean Corbel effectue son service militaire dans les chasseurs alpins et il est rapidement envoyé sur le front. Fait prisonnier à La Rochelle, il s'évade durant un transfert et revient à Lyon.
Prenant des vacances en 1945 en Belgique, il découvre la spéléologie, fait une première et publie la description de la grotte de Hierges. Dès lors sa vocation de géographe et spéléologue s'affirme.

## Activités spéléologiques
Ayant commencé sa carrière comme instituteur et spéléologue, Jean Corbel devient un chercheur des karsts mondiaux, spécialisé dans les domaines froids puis étendant ses études aux milieux tropicaux. Il est l'un des premiers chercheurs à travailler, après la Seconde guerre mondiale au Spitsberg en Norvège. Une base utilisée par l'IFRTP (Institut français pour la recherche et les technologies polaires) y porte son nom depuis 2001.
Dans un premier temps, il rédige de nombreux écrits destinés aux spéléologues et publiés dans des revues locales de club.
Dès 1948, avec le Club de recherches spéléologiques du Rhône, il entreprend des recherches sur les karsts couverts.
Ensuite, il contribue à élaborer une pédagogie de formation au sein du Comité national de spéléologie. De 1957 à 1962, il encadre des stages de moniteur en spéléologie à Vallon-Pont-d'Arc avec Philippe Renault, Robert de Joly et Michel Letrone.
Début 1970 il entreprend une tournée de dosages en Espagne.

## Œuvre
Jean Corbel a publié plus de 200 articles et ouvrages.

## Hommage
En 1985, le XVIe congrès national de spéléologie de Nancy-Metz a accueilli les Journées internationales en souvenir de Jean Corbel du 23 au 25 mai au Centre d'études géographiques de l'université de Metz (CEGUM). Organisées par Michel Sary, Jeanine Corbonnois et Patrice Gamez, ces journées ont accueilli 48 congressistes venus d'Allemagne, d'Angleterre, d'Autriche, de Belgique, d'Espagne, de France, d'Italie, des Pays-Bas, de Turquie et de Yougoslavie. Plusieurs articles sur Jean Corbel, sa vie et son œuvre issus de ces journées ont été publiés dans les actes du congrès parus dans Spelunca mémoires no 14  (ISSN 0249-0544).